# (1325) Inanda
(1325) Inanda es un asteroide perteneciente al cinturón de asteroides descubierto por Cyril V. Jackson el 14 de julio de 1934 desde el observatorio Union de Johannesburgo, República Sudaficana.

## Designación y nombre
Inanda se designó al principio como 1934 NR.
Más tarde fue nombrado por Inanda, una localidad de la República Sudafricana.

## Características orbitales
Inanda está situado a una distancia media de 2,541 ua del Sol, pudiendo acercarse hasta 1,891 ua y alejarse hasta 3,191 ua. Su inclinación orbital es 7,421° y la excentricidad 0,2559. Emplea en completar una órbita alrededor del Sol 1479 días.